# Russki-Brücke
Die Russki-Brücke (russisch Мост на остров Русский, auch Русский Мост, Russische Brücke) ist eine im Juli 2012 an den Verkehr übergebene Schrägseilbrücke. Innerhalb dieses Brückentyps hat sie mit 1104 m die weltweit größte Stützweite. Die mehrteilige Straßenbrücke mit einer Gesamtlänge von 3100 m und vier Fahrstreifen überspannt in der russischen Stadt Wladiwostok den Östlichen Bosporus und verbindet die Stadt mit der Insel Russki.
Das Bauwerk wurde nach vier Jahren Bauzeit anlässlich des vom 2. bis 9. September 2012 auf der Insel stattfindenden asiatisch-pazifischen Wirtschaftsgipfels eröffnet. In den Gebäuden des Gipfels befindet sich der Campus der Fernöstlichen Föderalen Universität (Дальневосто́чный федера́льный университе́т) mit rund 23.000 Studenten (2018).
Die Kapazität der Brücke beträgt 50.000 Autos pro Tag, während auf der Insel nur 5.000 Menschen ihren Wohnsitz haben.
Die zwischen den Spannbeton-Rampenbrücken angeordnete Hauptbrücke ist eine Schrägseilbrücke mit einer Länge von 1885,53 m. Die mittlere Öffnung hat eine Hauptstützweite von 1104 m bei einem 21 m breiten Fahrbahnträger mit einem stählernen Hohlkastenquerschnitt. Die übrigen Brückenabschnitte bestehen aus Spannbeton. Die 320,9 m hohen Pylone haben in Querrichtung die Form eines „A“ und bestehen aus Stahlbeton. Die Schrägseile sind mit dem Fächersystem in zwei Ebenen angeordnet und maximal 578 m lang. Die Durchfahrtshöhe für Schiffe beträgt 70 m.
Aufwändig ist der Bauwerkschutz. Dieser umfasst wegen extremer Windverhältnisse 184 passive und vierzig anpassbare Hydraulikdämpfer zur Schwingungsminimierung bei den langen Schrägseilen. Die Erdbebengefährdung erforderte jeweils drei hydraulische Dämpfer an den Brückenenden, um etwaige Pendelbewegungen der Brücke in Längsrichtung klein zu halten, und zwei Fahrbahnübergänge an den 23,5 m breiten Dehnfugen. Das Bauwerk ist außerdem auf 24 beweglichen sowie geführten Gleitlagern mit Auflasten bis zu 3400 Tonnen gelagert.
Gleichzeitig lief der Bau der anschließenden, über 2 km langen Solotoi-Brücke über das Goldene Horn von Wladiwostok, die am 11. August 2012 eröffnet wurde.
Nach einem Eisregen im November 2020 musste die Brücke für 10 Tage bis 6. Dezember wegen herunter fallender Eisstücke geschlossen werden.